# Юдеохристиянство
Юдеохристиянство е наименование на етическите принципи, общи за християнството и юдаизма, като Десетте Божи заповеди.
Концепцията се появява в средата на XX век като компонент на американската гражданска религия.